# Torre Fasael
La Torre Fasael es una de las tres torres que existieron en la esquina noroeste de las murallas de la Ciudad Alta de la antigua Jerusalén. Estaban situadas cerca de donde la puerta de Jaffa está hoy y fueron construidas por Herodes el Grande, al mismo tiempo que construyó el palacio real inmediatamente adyacente. Estas torres protegían la entrada principal a la ciudad. Todas han desaparecido, excepto la base de la Torre Hípico, sobre la cual descansa la presente "Torre de David".
Fasael fue un hermano de Herodes el Grande, asesinado y en honor a él fue construida, tenía unos 40 codos de ancho y 40 de alto decoradas con unas columnas laterales, con una gran estancia en medio. Flavio Josefo menciona que su forma es casi igual a la del Faro de Alejandría, pero la torre de Fasael era mucho más grande. Tenía una función defensiva y decorativa a la vez; debajo de las tres torres había unas grandes cisternas de agua para el abastecimiento en saco de asedio al palacio. 